# Listrognathus mobilis
Listrognathus mobilis là một loài tò vò trong họ Ichneumonidae.